# Born Again (песня Лисы Манобан)
«Born Again» — сингл тайской рэперши и певицы Лисы Манобан (участницы южнокорейской гёрл-группы Blackpink) при участии американской рэперши Doja Cat и британской певицы Raye. Он был выпущен на лейбле Lloud и RCA Records 7 февраля 2025 года в качестве четвёртого сингла её грядущего дебютного студийного альбома Alter Ego (2025). 
Видео песни было номинировано на премию Лучшее K-pop-видео на церемонии 2025 MTV Video Music Awards.

## История
После ухода с лейбла YG Entertainment для сольной деятельности Лиса основала собственную компанию по управлению артистами под названием Lloud в феврале 2024 года и подписала контракт с RCA Records на выпуск сольной музыки в партнёрстве с Lloud в апреле. Она выпустила «Rockstar», «New Woman» и «Moonlit Floor (Kiss Me)» в качестве первых трёх синглов с её предстоящего дебютного альбома Alter Ego через Lloud и RCA Records в период с июня по октябрь 2024 года. В октябрьском интервью интернет-радио Audacy Лиса заявила, что работа с Doja Cat является её «следующей целью». В январе 2025 года в эфире радиостанции NRJ она сообщила, что её предстоящий сингл будет совместным с артистом, с которым она ранее говорила о желании работать.
24 января Лиса, Doja Cat и Raye опубликовали в Instagram фотографию, на которой они позируют вместе в гламурных чёрных коктейльных платьях, и объявили о своём сотрудничестве над синглом под названием «Born Again», релиз которого намечен на 6 февраля в 19:00 ET или 7 февраля в 7:00 ICT. Лиса выложила несколько видео на TikTok с коротким фрагментом песни, включая видео, где она позирует с рекламным щитом, рекламирующим Alter Ego. 3 февраля она выпустила официальную обложку сингла, на которой изображены три артистки в чёрных платьях в рамке в центре страницы, причём Doja Cat смотрит вниз, а Лиса и Raye смотрят в камеру.

## Композиция и текст
Почти четыре минуты длится песня «Born Again», спродюсированная Эндрю Уэллсом и самой Raye. Демо-версия песни Raye ранее просочилась в сеть, когда она покинула свой бывший лейбл Polydor Records в 2021 году. Её описывают как «песню в стиле диско», «динамичную и энергичную поп-песню», в которой «присутствуют элементы электропопа».
Лиса и Raye чередуют пение во время первого куплета и припева, после чего Doja вступает в куплет. В лирическом плане это песня, направленная на расширение прав и возможностей при расставании, в которой три артистки подробно рассказывают о том, что потерял их бывший возлюбленный, отказавшись от отношений. Они издеваются над своими бывшими партнёрами, хвастаясь тем, как они сияют после разрыва отношений.

## Награды и номинации
«Born Again» был номинирован на премию Лучшее K-pop-видео на церемонии 2025 MTV Video Music Awards.

## Музыкальное видео
Сопровождающее музыкальное видео на песню «Born Again» было загружено на YouTube-канал Lloud одновременно с релизом сингла. Клип снят режиссёром Бардией Зейнали и состоит из четырёх частей. В Instagram Лиза поделилась, что «Это видео — дань уважения сильным женщинам на протяжении всей истории и всем вам». Клип начинается с изображения дедушкиных часов, тикающих в обратном направлении, после чего появляется текст, определяющий название песни как "превращение в Новую Женщину, которая принимает свою свободу, чтобы стать той, кем она хочет быть. Лиса, Doja и Raye сидят на богато украшенном золотом диване в чёрно-белой комнате, одетые в гламурные чёрные наряды и напевают текст песни в гостиной элегантного особняка Изначально одетые в чёрные траурные платья, трио сбрасывает с себя прошлое и предстаёт в неземных белых платьях, украшенных серебряными доспехами.

## Живые выступления
Лиса впервые исполнила песню «Born Again» на фестивале музыки и искусств Коачелла 11 и 18 апреля 2025 года.

## Участники записи
Список по данным сайтов Melon и Apple Music.
- Лиса — вокал
- Raye — вокал, тексты песен, композиция, продюсирование
- Doja Cat — вокал, тексты песен, композиция
- Эндрю Уэллс — тексты песен, композиция, продюсирование
- Энтони Россомандо — тексты песен, композиция
- Виктор Ле Манс — струнные
- Сербан Генеа — микширование
- Рэнди Меррилл — мастеринг
- Брайс Бордоне — микширование
- Джелли Дорман — звукоинженер по вокалу
- Кук Харрелл — продюсирование вокала

## Чарты
| \| Чарт (2025) \| Высшая позиция \| \| -------------------------------------------- \| -------------- \| \| Австралия (ARIA)[24] \| 48 \| \| Австрия (Ö3 Austria Top 40)[25] \| 25 \| \| Канада (Billboard Canadian Hot 100)[26] \| 53 \| \| Германия (GfK)[27] \| 39 \| \| Мир (Billboard Global 200)[28] \| 22 \| \| Ирландия (IRMA)[29] \| 35 \| \| Литва (AGATA)[30] \| 33 \| \| Нидерланды (Single Top 100)[31] \| 69 \| \| Нидерланды (Tipparade)[32] \| 19 \| \| Нидерланды (Global Top 40)[33] \| 8 \| \| Новая Зеландия (Recorded Music NZ)[34] \| 36 \| \| Филиппины (IFPI)[35] \| 20 \| \| Сингапур (RIAS)[36] \| 7 \| \| Китайская Республика (Billboard)[37] \| 19 \| \| Таиланд (IFPI)[38] \| 1 \| \| Республика Корея (Circle Download Chart)[39] \| 32 \| \| Республика Корея (Circle Digital Chart)[40] \| 192 \| \| Швеция (Sverigetopplistan)[41] \| 66 \| \| Швейцария (Schweizer Hitparade)[42] \| 40 \| \| Великобритания (OCC UK Singles)[43] \| 13 \| \| США (Billboard Hot 100)[44] \| 68 \| \| США (Hot Dance/Pop Songs)[45] \| 2 \| \| США (Billboard Pop Airplay)[46] \| 37 \| |                |
| Чарт (2025) | Высшая позиция |
| Австралия (ARIA) | 48             |
| Австрия (Ö3 Austria Top 40) | 25             |
| Канада (Billboard Canadian Hot 100) | 53             |
| Германия (GfK) | 39             |
| Мир (Billboard Global 200) | 22             |
| Ирландия (IRMA) | 35             |
| Литва (AGATA) | 33             |
| Нидерланды (Single Top 100) | 69             |
| Нидерланды (Tipparade) | 19             |
| Нидерланды (Global Top 40) | 8              |
| Новая Зеландия (Recorded Music NZ) | 36             |
| Филиппины (IFPI) | 20             |
| Сингапур (RIAS) | 7              |
| Китайская Республика (Billboard) | 19             |
| Таиланд (IFPI) | 1              |
| Республика Корея (Circle Download Chart) | 32             |
| Республика Корея (Circle Digital Chart) | 192            |
| Швеция (Sverigetopplistan) | 66             |
| Швейцария (Schweizer Hitparade) | 40             |
| Великобритания (OCC UK Singles) | 13             |
| США (Billboard Hot 100) | 68             |
| США (Hot Dance/Pop Songs) | 2              |
| США (Billboard Pop Airplay) | 37             |

## История релиза
| Регион | Дата           | Формат                     | Лейбл     | Ссылка |
| ------ | -------------- | -------------------------- | --------- | ------ |
| Мир    | 7 февраля 2025 | Цифровые загрузки стриминг | Lloud RCA | [ 47 ] |